# Jovitus Francis Mwijage
Jovitus Francis Mwijage (* 2. Dezember 1966 in Bukoba) ist ein tansanischer Geistlicher und römisch-katholischer Bischof von Bukoba.

## Leben
Jovitus Francis Mwijage studierte Philosophie am Priesterseminar Ntungamo in Bukoba und Theologie am Segerea Senior Seminary in Daressalam. Am 20. Juli 1997 empfing er das Sakrament der Priesterweihe für das Bistum Bukoba.
Nach der Priesterweihe war er bis 1998 Kaplan in Mwemage und unterrichtete anschließend von 1999 bis 2005 am Rubya Seminary Geschichte, Kiswahili, Latein und Geographie. Von 2005 bis 2011 studierte er in Rom an der Päpstlichen Universität Gregoriana, an der er in Kirchengeschichte promoviert wurde. Nach der Rückkehr nach Tansania lehrte er bis 2012 Kirchengeschichte am Segerea Senior Seminary und war anschließend von 2012 bis 2023 Nationaldirektor der päpstlichen Missionswerke sowie geschäftsführender Direktor der nationalen Priestervereinigung UMAWATA. Außerdem gehörte er dem Regionalrat für die Seminare in Kipalapala, Kibosho, Ntungamo und Segerea an. Ab 2020 war er zudem Mitglied des internationalen Wirtschaftskomitees der Päpstlichen Missionswerke.
Am 19. Oktober 2023 ernannte ihn Papst Franziskus zum Bischof von Bukoba. Der Erzbischof von Tabora, Protase Kardinal Rugambwa, spendete ihm am 27. Januar des folgenden Jahres im Kaitaba-Stadion in Bikoba die Bischofsweihe. Mitkonsekratoren waren Weihbischof Method Kilaini, der das Bistum Bukoba während der Sedisvakanz als Apostolischer Administrator verwaltet hatte, und der Bischof von Kayanga, Almachius Vincent Rweyongeza.